# True to Yourself
«True to Yourself» — третій і останній сингл другого студійного альбому австралійської співачки Ванесси Аморозі — «Change». В Німеччині сингл вийшов 24 лютого 2003. На German Singles Chart посів 99 місце.

## Список пісень
| #  | Назва              | Тривалість |
| -- | ------------------ | ---------- |
| 1. | «True to Yourself» | 3:41       |

## Чарти
| Чарт (2003)          | Місце |
| -------------------- | ----- |
| German Singles Chart | 99    |